# Stoneton
Stoneton is een civil parish in het bestuurlijke gebied Stratford-on-Avon, in het Engelse graafschap Warwickshire. In 2001 telde het dorp 6 inwoners. Stoneton komt in het Domesday Book (1086) voor als 'Stantone', met een bevolking van 14 huishoudens.
Stoneton Manor is met omliggend land sinds de vijftiende eeuw in handen van de invloedrijke familie Spencer, waartoe ook Diana Spencer behoorde. Het naburige Wormleighton Manor is het stamslot van de Spencers.
In 2013 was sprake van aanleg van een windpark bij het gehucht, door EDF. Nadat plannen voor de hogesnelheidslijn High Speed 2 (door het gebied) bekend werden, paste EDF de aanvraag aan. Een definitieve goedkeuring is nog niet afgegeven.